# Diabo
Diabo là một tổng thuộc  tỉnh Gourma ở đông bắc Burkina Faso. Thủ phủ là thị xã Diabo. Dân số năm 2006 là 43.357 người.

## Các thị xã và làng xã
Bagatenga, Benkoko, Boudierghin, Boulgatenga, Bouloumbougdi, Boulyoghin, Bouri, Combemgogo, Daboadin, Dazouri, Dianga, Diapangou-Peulh, Gninboadin-Diabo, Guilgin, Kabga, Kalbekin, Kamona, Kandaga, Kanhomé, Koulpissi, Koulwoko, Kouriogin, Lantaogo, Lantaogo-Tamassogo, Lanti, Lorgho, Louloubtenga, Maouda, Mocomtore, Nabi-Raogo, Nintenga, Ouavoussé, Piga, Pikoinsé, Pissalboré, Pisseguédin, Pitenga, Pizonguin, Pohemtenga, Saatenga, Sabioken, Sanéwabo, Sanéwabo-Yarcé, Seiga, Silmitenga, Tamkoursi, Tampanga, Tangandé, Tangaye, Tanlallé, Tansouka, Tanziéga, Tiabga, Tiabtamassogo, Yantenga, Yanwéga, Yarcétenga, Zamsé, Zanré, Zecca, Ziella, Zinknabbin và Zonatenga.